# Gymnasium Pegnitz
Das Gymnasium Pegnitz ist das Gymnasium der Stadt Pegnitz im Landkreis Bayreuth. Dem Gymnasium, das auf einer Erhebung im Westen des fränkischen Ortes liegt, ist ein Internat angeschlossen. Die Schule hat einen naturwissenschaftlich-technologischen, einen sprachlichen und einen sozialwissenschaftlichen Zweig. Das Gymnasium verfügt über eine offene Ganztagsschule (OGTS).

## Geschichte

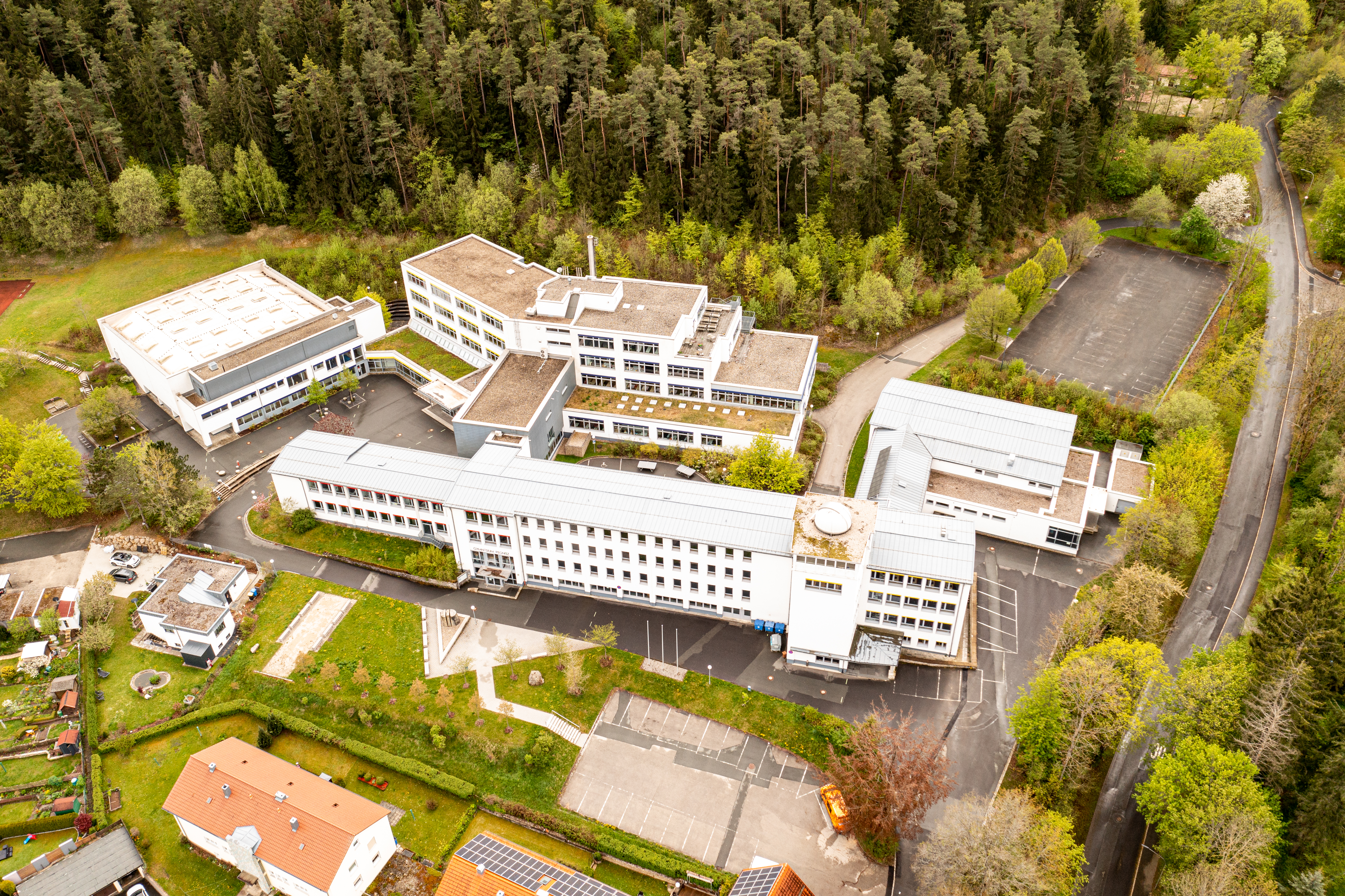
Gymnasium Pegnitz, Mai 2021

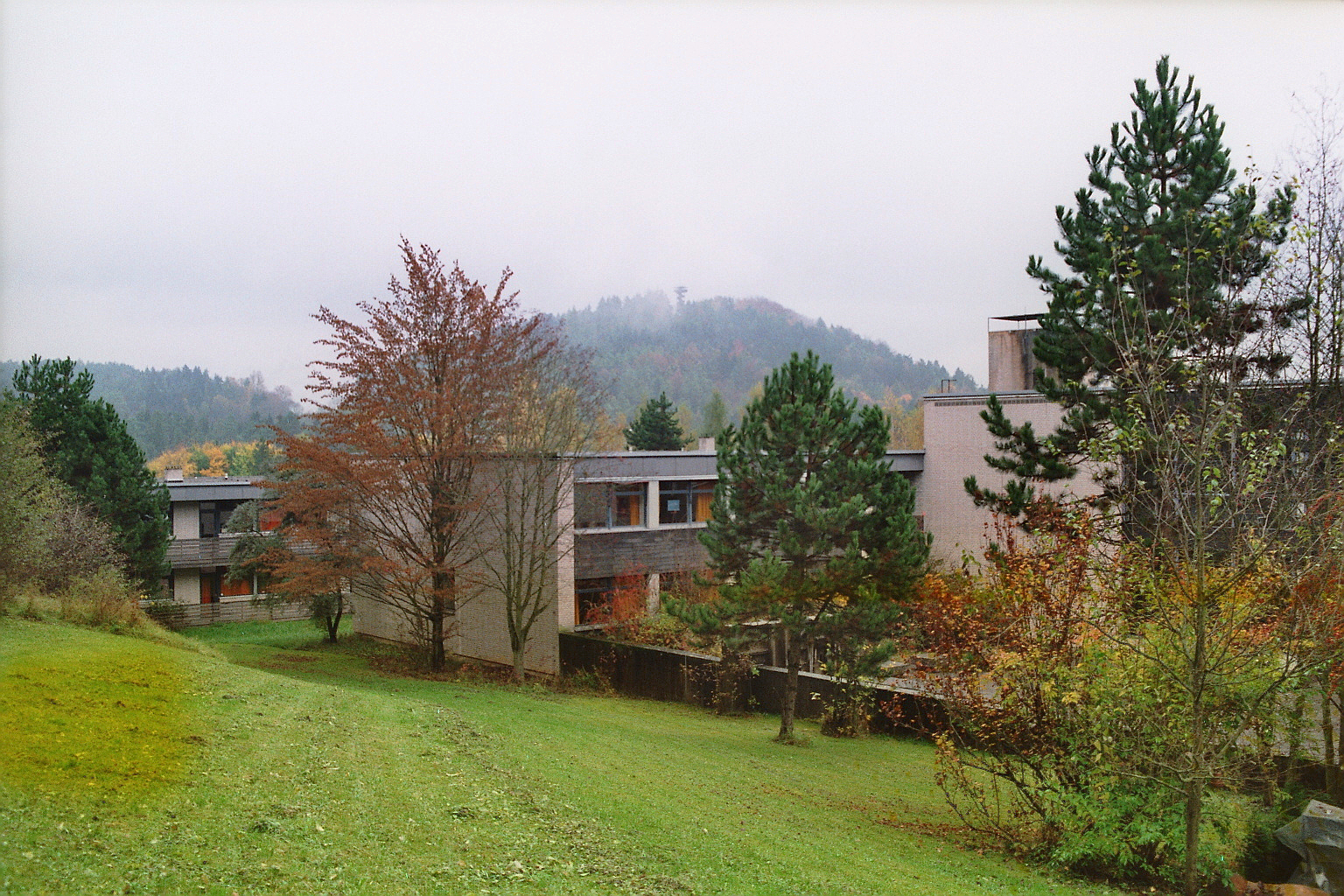
Staatliches Schülerheim, nur für Jungen.

- 1952: Bildung einer Interessengemeinschaft zur Errichtung einer Höheren Lehranstalt in Pegnitz
- Februar 1953: Beschluss des Kreistags zur Beantragung eines Gymnasiums in Pegnitz und Zustimmung des Kultusministeriums zur Errichtung einer Höheren Schule mit sechs Klassenstufen
- Frühjahr 1956: Grundaushebung für das als zweigeschossiger Neubau geplante neue Schulgebäude an der Winterleite (heutiger Altbau ohne zweites Obergeschoss) mit Turnhalle
- 1. September 1958: Erlangung der Selbstständigkeit als „Oberrealschule im Aufbau“; Schulleiter war Ludwig Büttner (* 1909)
- Herrn Büttner folgte Herr Casselmann als Direktor nach. Weitere Schulleiter waren: Herbert Scherer (1973–1993), Kurt Löblein (1993–2002), Rainer Roth (2002–2011), Hermann Dembowski (2011–2017) und Annett Becker (2017–)
- 1966–1968: Bau des Schülerheims
- 1. Januar 1969: Erhalt des Status einer „staatlichen Heimschule“
- 1978–1979: Bau des großen Erweiterungsbaus (heutiger Neubau) mit Fach- und Oberstufenräumen, Bibliothek, neuen Klassenzimmern und Zweifachturnhalle
- 1986: Einweihung des Sportgeländes oberhalb der Schule
- 1993: Erhebung des Gymnasiums in den Stand einer anerkannten UNESCO-Projektschule
- 2002–2003: Umbau des Schülerheims
- 2005–2014: umfangreiche Bauarbeiten zur Generalsanierung des Schulgebäudes
- Juli 2016: Anerkennung als Schule ohne Rassismus – Schule mit Courage[3]
- 2016: Am 17. Oktober ging eine Amokdrohung per E-Mail ein, woraufhin alle 800 Schüler und Lehrkräfte evakuiert wurden.[4]
- April 2017: Anerkennung des Gympeg als Fairtrade-Schule[5]
- Dezember 2020: Anerkennung als MINT-Schule[6]

## Wahlfachangebot
Astronomie (schuleigene Sternwarte), Robotik, Chor, Orchester, Bigband, Informatik, Spanisch, Theatergruppe, Instrumentalunterricht, UNESCO-AG mit schuleigenen Bienen

## Internationale Kontakte
- Seit 1970: College La Salle in Pringy (Frankreich)
- 1985–2016: St. Wilfrid's, Church of England High School, in Blackburn (England)
- 1987 bis ca. 2000: American High School in Vilseck (Oberpfalz)
- seit 1989 Kontakte mit tschechischen Gymnasien, Aš (Tschechien) derzeit: Gymnázium Václava Benese in Slaný (Tschechien)
- 1993–2007: Instituti Parificati Filipin in Paderno del Grappa (Italien), 2008–2012 Liceo Giorgione in Castelfranco, seit 2012 Liceo Sesto Properzio in Assisi[7]
- Seit 1993: Lycée de Villaroy in Guyancourt (Frankreich)

## Persönlichkeiten

### Lehrer
- Walter Tausendpfund (* 1944, Lehrer am Gympeg bis 2006): fränkischer Mundartdichter, ausgezeichnet mit dem Frankenwürfel

### Schüler
- Walter Wagner (* 1951), Chef der Unfallchirurgie im Klinikum Bayreuth, bekannt als Boxarzt
- Daniela Holtz (* 1977), Schauspielerin
- Juliette Greco (* 1981), geb. Menke, Schauspielerin